# Aridoamérica

Localização da Aridoamérica.

Aridoamérica é a denominação atribuída à ampla área cultural pré-colombiana que se estendia para norte dos limites da Mesoamérica, isto é, para além das bacias dos rios Fuerte, Lerma e Soto la Marina. Os confins setentrionais da região aridoamericana alcançam a latitude 42º N. Trata-se de uma região com uma grande diversidade ecológica, que, ao contrário das suas vizinhas Oasisamérica e Mesoamérica, nunca chegou a constituir uma unidade cultural. Na verdade, o conceito de Aridoamérica resume o grande desconhecimento prevalecente sobre os povos que habitavam esta região antes da chegada dos europeus. Ao contrário das duas regiões suas vizinhas, o clima e a geografia da Aridoamérica eram secos e áridos, e em consequência, os povos que a habitavam eram nómadas. Os grupos indígenas que aqui viviam eram designados pelos nahuas como chichimecas, significando bárbaros ou incivilizados.